# Реймонд Прістлі
Реймонд Едвард Прістлі (англ. Raymond Edward Priestley; 1886—1974) — вчений, геолог, дослідник, учасник двох антарктичних експедицій під керівництвом Ернеста Шеклтона (1907—1909) і Роберта Скотта (1910—1913), один зі співзасновників Інституту полярних досліджень імені Скотта, президент Королівського географічного товариства (1961—1963).

## Ранні роки життя
Реймонд Прістлі народився 20 липня 1886 року в місті Тьюксбері в родині директора школи класичної граматики Джозефа Едварда Прістлі і його дружини Генрієтти Райс. Другий з восьми дітей в сім'ї. Початкову освіту здобув у школі батька, а після її закінчення вступив до університетського коледжу Брістоля на геологічний факультет. Під час навчання був капітаном університетської хокейної команди і команди з крикету.

## Антарктичні експедиції

### 1907—1909
Після закінчення другого курсу Прістлі став учасником Першої експедиції Шеклтона в Антарктиду (1907—1909), під час якої працював геологом разом з відомими вченими університету Сіднея Еджвортом Девідом і Дугласом Моусоном зі збору геологічних зразків на острові Росса і на захід від протоки Мак-Мердо. Після закінчення експедиції Прістлі чотири місяці провів у Англії, підготувавши есе по геології для книги Шеклтона «У серці Антарктики». У жовтні 1909 року виїхав до Сіднею, де разом з Еджвортом Девідом працював над геологічними звітом експедиції, який був опублікований в 1914 році.

### 1910—1913
У 1910 році Реймонд Прістлі став учасником Британської антарктичної експедиції 1910—1913 під керівництвом Роберта Скотта. На посаді геолога-гляціолога входив до складу «Північної партії» під керівництвом лейтенанта Віктора Кемпбелла, чиїм завданням було самостійне проведення геологічних, геодезичних та інших наукових досліджень на північ і захід від протоки Мак-Мердо на землі Вікторії (первісна програма передбачала проведення наукових робіт на землі Едуарда VII, але там в цей час перебувала норвезька антарктична експедиція Амундсена, через що програма була змінена). Крім Кемпбелла і Прістлі до складу партії входили військовий лікар Мюррей Левик (зоолог, фотограф), унтерофіцер Джордж Аббот, унтерофіцер Френк Браунінг і матрос Гаррі Дікасон.
У перший сезон партія організувала базу на мисі Адер і працювала на північ і захід від неї. На початку другого сезону (8 січня 1912 року) партія була доставлена на кораблі «Терра-Нова» на 200 миль на південь в притулок Еванс в затоці Терра-Нова, звідки за планом повинна була бути евакуйована «Терра-Новою» наприкінці лютого — початку березня 1912 року в Нову Зеландію. Але через складну льодову обстановку «Терра-Нова» не змогла евакуювати «Північну партію», і їй, оснащеної продовольством і спорядженням для роботи лише протягом короткого антарктичного літа, довелося провести вимушену зимівлю в сніговій печері в притулку Еванс, після чого навесні 1912 року (вересень-листопад) самостійно добиратися до бази Скотта на острові Росса. Мужність і героїзм полярників «Північної партії» виявилися, в тіні трагедії самого капітана Скотта і його полюсной групи. Через роки Прістлі описав пригоди полярників в своїй книзі «Антарктична одіссея. Північна партія експедиції Р. Скотта».
За свій внесок в роботу антарктичних експедицій Шеклтона і Скотта Прістлі був нагороджений «Полярною медаллю» з двома планками.

## Наступні роки життя
Після повернення до Англії Прістлі був зарахований в Коледж Христа (Кембридж). Під час Першої світової війни був призваний в армію і служив ад'ютантом у навчальному центрі радіозв'язку, а потім у Франції. За заслуги був нагороджений Військовим хрестом. Після закінчення війни став автором ряду офіційних звітів британського військового відомства про діяльність інженерних військ: «Діяльність інженерних військ в 1914—1919 роках», «The Signal Service» (1921), «Прорив лінії Гінденбурга» (1919).
Ще під час війни, 10 квітня 1915 року Реймонд Прістлі одружився з Мері Бойд — сестрою Чарльза Райта (фізика експедиції Скотта, зі свого боку, з рідною сестрою Прістлі одружився Томас Тейлор — геолог експедиції, що поріднило Прістлі зі своїми друзями-полярниками).
У 1920 році на кошти від громадських пожертв з приводу трагедії капітана Скотта Реймонд Прістлі, Френк Дебенхем і Джеймс Уорд заснували Інститут полярних досліджень імені Скотта як сховище наукових, дослідницьких та інших матеріалів з тематики полярних досліджень на благо майбутніх мандрівників (на сьогодні це найбільша у світі бібліотека та архів, де зберігаються унікальні зібрання рукописних і опублікованих матеріалів і звітів про науково-дослідні і геологорозвідувальні роботи, пов'язані з полярними регіонами).
У 1922 році Прістлі у співавторстві з Чарльзом Райтом за результатами роботи експедиції «Терра-Нови» опублікував роботу «Гляціологія», що стала класикою ранніх досліджень в цій науці. За цю роботу йому було присвоєно науковий ступінь бакалавр.
З 1924 по 1934 роки Прістлі працював у Кембридзькому університеті (Клер-коледжу) — переважно на адміністративних посадах. 1935 року йому запропонували посаду заступника ректора Університету Мельбурна, на якій він пропрацював до 1938 року, виконавши колосальну роботу щодо реформування. Він зумів організувати фінансування капітального ремонту будівлі університету, поліпшити навчальні програми, умови праці та заробітну плату персоналу. Величезний внесок Прістлі вніс у становлення університетського Студентського союзу (UMSU) — інтелектуального і соціального центру студентського життя.
З 1938 по 1952 рік Прістлі працював на посаді заступника ректора Бірмінгемського університету, на якій багато уваги приділив студентським об'єднанням і спорту. У його честь був названий «Спортивний центр Реймонда Прістлі» Бірмінгемського університету. В той самий час Прістлі брав активну участь у становленні Університетського коледжу Вест-Індії (Тринідад), в якому з 1949 по 1953 роки був президентом Коледжу тропічного сільського господарства.
За заслуги перед Вітчизною в 1949 році був зведений у звання лицаря.
У 1953 році Реймонд Прістлі вийшов на пенсію. Він часто читав лекції про свій полярний досвід перед студентами Кембриджа і багатьма іншими. У 1956-му і 1959-му ще раз побував в Антарктиці. З 1961 по 1963 роки очолював Королівське географічне товариство.
Реймонд Прістлі помер у віці 87 років 24 червня 1974 року в будинку для літніх людей в Челтнемі, переживши і дружину (1961), і обох своїх дочок.